# Smith Center (Kansas)
Smith Center é uma cidade localizada no estado americano de Kansas, no Condado de Smith.

## Demografia
Segundo o censo americano de 2000, a sua população era de 1931 habitantes.
Em 2006, foi estimada uma população de 1684, um decréscimo de 247 (-12.8%).

## Geografia
De acordo com o United States Census Bureau tem uma área de
3,0 km², dos quais 3,0 km² cobertos por terra e 0,0 km² cobertos por água. Smith Center localiza-se a aproximadamente 547 m acima do nível do mar.

## Localidades na vizinhança
O diagrama seguinte representa as localidades num raio de 24 km ao redor de Smith Center.